# Scandi(III) nitrat
Scandi(III) nitrat là một hợp chất vô cơ, là muối của kim loại scandi và acid nitric có công thức Sc(NO3)3. Scanđi nitrat là tinh thể không màu, lan tỏa trong không khí ẩm, tan trong nước, kết tinh thành tinh thể ngậm 4 nước (scandi nitrat tetrahydrat).

## Điều chế
Scandi nitrat có thể được điều chế bằng những cách sau:
- Hòa tan kim loại scandi trong acid nitric có nồng độ loãng :

{\displaystyle {\mathsf {8Sc+30HNO_{3}\ {\xrightarrow {}}\ 8Sc(NO_{3})_{3}+3NH_{4}NO_{3}+9H_{2}O}}}
- Hòa tan scandi(III) oxide hoặc scandi(III) hydroxide trong axit nitric:

{\displaystyle {\mathsf {Sc_{2}O_{3}+6HNO_{3}\ {\xrightarrow {}}\ 2Sc(NO_{3})_{3}+3H_{2}O}}}
{\displaystyle {\mathsf {Sc(OH)_{3}+3HNO_{3}\ {\xrightarrow {}}\ Sc(NO_{3})_{3}+3H_{2}O}}}
- Hoặc bằng phản ứng của nitơ dioxide với scandi:

{\displaystyle {\mathsf {Sc+6NO_{2}\ {\xrightarrow {120^{o}C}}\ Sc(NO_{3})_{3}+3NO}}}

## Tính chất

### Tính chất vật lí
Scandi nitrat tạo thành các tinh thể không màu, tan dần trong không khí ẩm. Hợp chất này dễ tan trong nước do sự thủy phân của cation Sc3+ trong nước. Scandi nitrat kết tinh thành tinh thể ngậm 4 nước (tetrahydrat) Sc(NO3)3 • 4H2O.

### Tính chất hoá học
Scandi nitrat là một hợp chất ion. Nó là một chất oxy hóa, như tất cả các hợp chất nitrat khác.
Hợp chất này có một số tính chất hóa học đặc trưng sau:
- Scandi nitrat phân hủy khi đun nóng:

{\displaystyle {\mathsf {4Sc(NO_{3})_{3}\ {\xrightarrow {300^{o}C}}\ 2Sc_{2}O_{3}+12NO_{2}+3O_{2}}}}
- Đối với dạng ngậm 4 nước của scandi nitrat, khi đun nóng ở các mức nhiệt khác nhau sẽ phân hủy khác nhau:

{\displaystyle {\mathsf {Sc(NO_{3})_{3}\cdot 4H_{2}O\ {\xrightarrow {104-145^{o}C}}\ Sc(NO_{3})_{2}OH\cdot 3H_{2}O+HNO_{3}}}}
{\displaystyle {\mathsf {4(Sc(NO_{3})_{3}\cdot 4H_{2}O\ \xrightarrow {>220^{o}C} \ 2Sc_{2}O_{3}+12NO_{2}+3O_{2}+16H_{2}O}}}
- Phản ứng với kiềm ở các mức nhiệt độ khác nhau sẽ cho ra các sản phẩm khác nhau tùy theo nhiệt độ đun:

{\displaystyle {\mathsf {Sc(NO_{3})_{3}+3NaOH\ {\xrightarrow {}}\ Sc(OH)_{3}\downarrow +3NaNO_{3}}}}
{\displaystyle {\mathsf {Sc(NO_{3})_{3}+3NaOH\ {\xrightarrow {100^{o}C}}\ ScO(OH)\downarrow +3NaNO_{3}+H_{2}O}}}
Phản ứng với các muối cacbonat của kim loại kiềm:
{\displaystyle {\mathsf {Sc(NO_{3})_{3}+2K_{2}CO_{3}+H_{2}O\ {\xrightarrow {}}\ ScCO_{3}(OH)\downarrow +3KNO_{3}+KHCO_{3}}}}

## Ứng dụng
Scandi nitrat được ứng dụng trong lớp phủ quang học, làm chất xúc tác, đồ gốm điện tử và cũng được ứng dụng trong ngành công nghiệp laser.
| HNO3     |                    |            |                     |                                              |                                        |                    |                    |                    |                    |                 |                     |                 |                    |                    |                    |       | He       |
| LiNO3    | Be(NO3)2           | B(NO 3)− 4 | C                   | NO− 3, NH4NO3                                | O                                      | FNO3               | Ne                 |                    |                    |                 |                     |                 |                    |                    |                    |       |          |
| NaNO3    | Mg(NO3)2           | Al(NO3)3   | Si                  | P                                            | S                                      | ClNO3              | Ar                 |                    |                    |                 |                     |                 |                    |                    |                    |       |          |
| KNO3     | Ca(NO3)2           | Sc(NO3)3   | Ti(NO3)4, TiO(NO3)2 | V(NO3)2, V(NO3)3, VO(NO3)2, VO(NO3)3, VO2NO3 | Cr(NO3)2, Cr(NO3)3, CrO2(NO3)2         | Mn(NO3)2, Mn(NO3)3 | Fe(NO3)2, Fe(NO3)3 | Co(NO3)2, Co(NO3)3 | Ni(NO3)2           | CuNO3, Cu(NO3)2 | Zn(NO3)2            | Ga(NO3)3        | Ge                 | As                 | Se                 | BrNO3 | Kr       |
| RbNO3    | Sr(NO3)2           | Y(NO3)3    | Zr(NO3)4, ZrO(NO3)2 | Nb                                           | Mo(NO3)2, Mo(NO3)3, Mo(NO3)4, Mo(NO3)6 | Tc                 | Ru(NO3)3           | Rh(NO3)3           | Pd(NO3)2, Pd(NO3)4 | AgNO3, Ag(NO3)2 | Cd(NO3)2            | In(NO3)3        | Sn(NO3)2, Sn(NO3)4 | Sb(NO3)3           | Te                 | INO3  | Xe(NO3)2 |
| CsNO3    | Ba(NO3)2           |            | Hf(NO3)4, HfO(NO3)2 | Ta                                           | W(NO3)6                                | ReO3NO3            | Os(NO3)2           | Ir3O(NO3)10        | Pt(NO3)2, Pt(NO3)4 | HAu(NO3)4       | Hg2(NO3)2, Hg(NO3)2 | TlNO3, Tl(NO3)3 | Pb(NO3)2           | Bi(NO3)3, BiO(NO3) | Po(NO3)2, Po(NO3)4 | At    | Rn       |
| FrNO3    | Ra(NO3)2           |            | Rf                  | Db                                           | Sg                                     | Bh                 | Hs                 | Mt                 | Ds                 | Rg              | Cn                  | Nh              | Fl                 | Mc                 | Lv                 | Ts    | Og       |
|          |                    | ↓          |                     |                                              |                                        |                    |                    |                    |                    |                 |                     |                 |                    |                    |                    |       |          |
| La(NO3)3 | Ce(NO3)3, Ce(NO3)4 | Pr(NO3)3   | Nd(NO3)3            | Pm(NO3)2, Pm(NO3)3                           | Sm(NO3)3                               | Eu(NO3)3           | Gd(NO3)3           | Tb(NO3)3           | Dy(NO3)3           | Ho(NO3)3        | Er(NO3)3            | Tm(NO3)3        | Yb(NO3)3           | Lu(NO3)3           |                    |       |          |
| Ac(NO3)3 | Th(NO3)4           | PaO(NO3)3  | U(NO3)4, UO2(NO3)2  | Np(NO3)4                                     | Pu(NO3)4, PuO2(NO3)2                   | Am(NO3)3           | Cm(NO3)3           | Bk(NO3)3           | Cf(NO3)3           | Es              | Fm                  | Md              | No                 | Lr                 |                    |       |          |